# Temni bisernik
Temni ali trpotčev bisernik (znanstveno ime Argynnis niobe)  je dnevni metulj iz družine pisančkov.

## Opis
Ta vrsta pisančkov meri preko kril med 42 in 55 mm. Na prvi pogled je temni bisernik zelo podoben pisanemu biserniku, od katerega je le malce manjši. Najbolj očitno se vrsti med seboj ločita po obarvanosti in vzorcu spodnje strani zadnjih kril. Temni bisernik ima svetle lise na sredi kril črno obrobljene, pisani pa ima črn le zunanji rob. Poleg tega ima temni bisernik na notranji tretjini zadnjega krila običajno črno piko, ki je pri pisanem biserniku ni. Ta vrsta pisančka je dober letalec, ki živi na traviščih poraščenih s posameznimi grmi, kamnitih pobočjih in gozdnih jasah od morja pa vse do visokogorja. V Sloveniji ga opažamo med majem in avgustom.
Po Evropi je razširjen povsod, razen na skrajnem severu, poleg tega pa je njegovo življenjsko področje še celotna Rusija, Iran, Ljudska republika Kitajska in Koreja.
Gosenice se prehranjujejo z listi divje vijolice (Viola tricolor) ter ozkolistnega trpotca (Plantago lanceolata).
- Argynnis niobe
- △ Argynnis niobe